# Мадаба (провінція)
Провінція Мадаба (араб. محافظة مادبا) — одна з дванадцяти провінцій Йорданії. Розташована на південний захід від Амману, столиці країни. Адміністративний центр — місто Мадаба. Населення провінції становить 189 192 особи.

## Історія

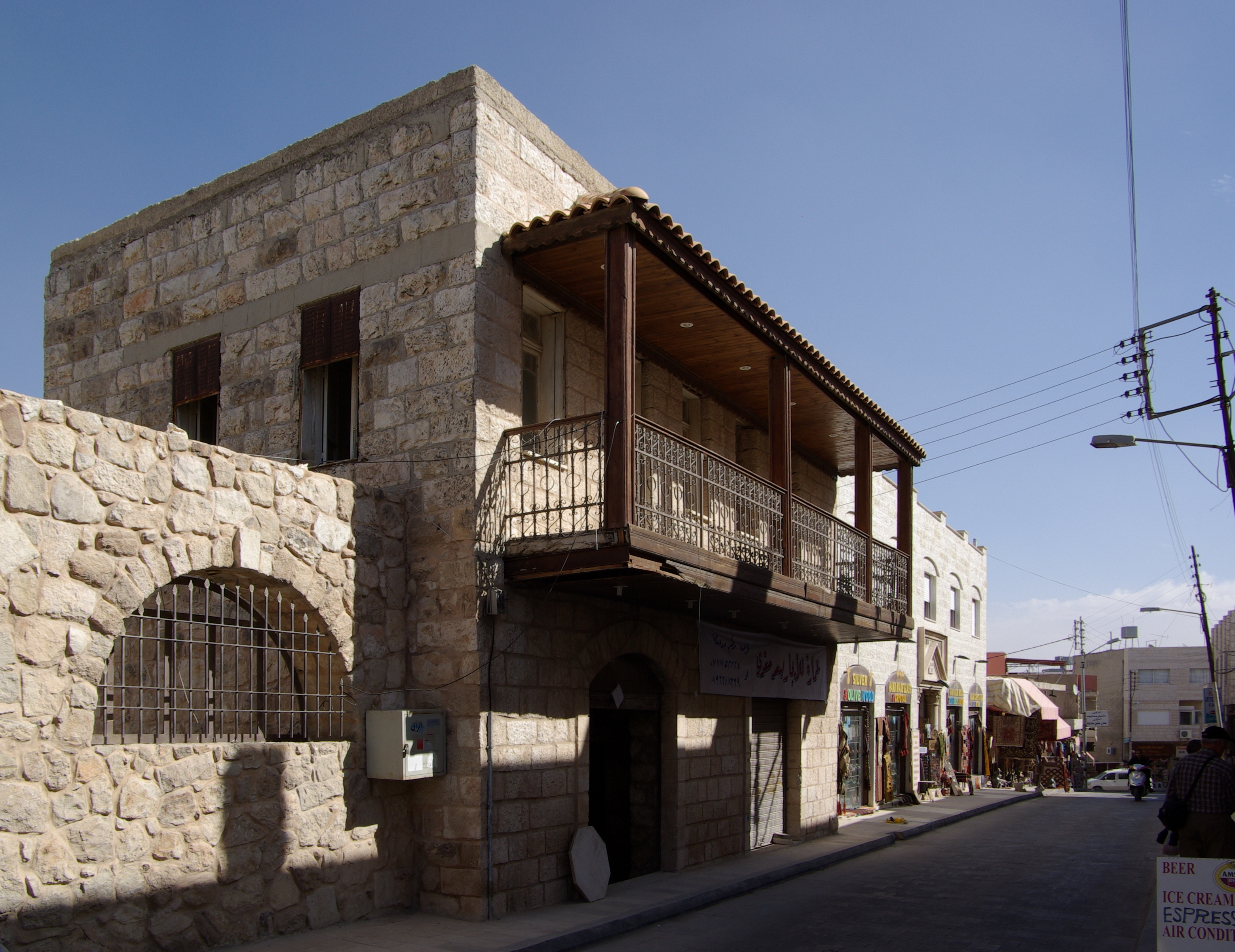
Старий квартал міста Мадаба

Упродовж багатьох століть на території провінції існувало багато цивілізацій, зокрема ітська, набатейська, римська, мусульманська тощо. Місто Мадаба відоме завдяки своїм візантійськими й омеядськими мозаїкам, а також середньовічній Мадабській карті, на якій зображені Палестина та дельта Нілу.
Багато місць, що згадуються в Біблії, розташовані в провінції.

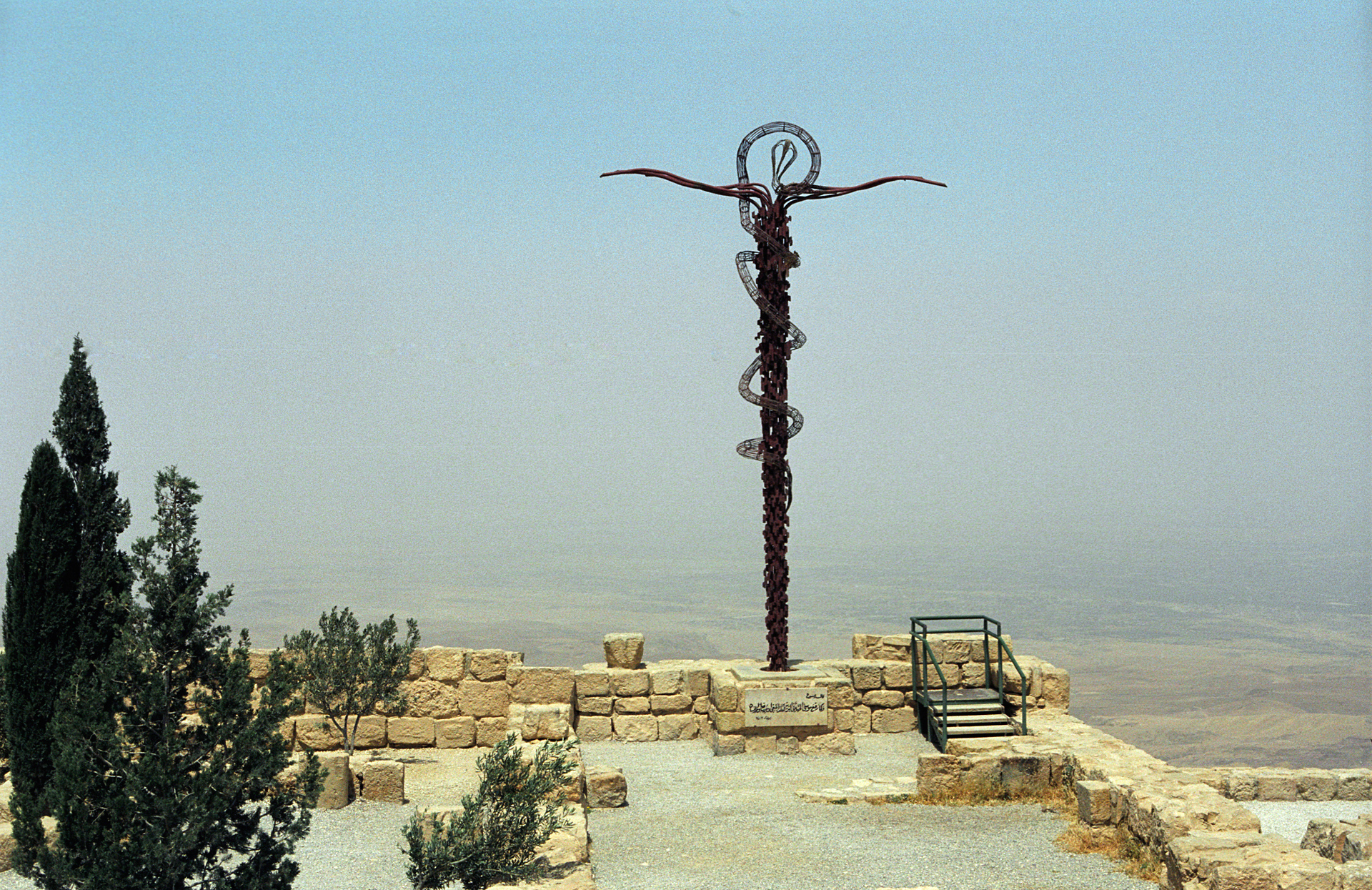
Сучасна скульптура Мідного Змія на горі Нево

Найвизначнішими пам'ятками регіону є:
- Гора Нево — згідно з Біблією, є місцем, де Мойсей побачив Землю Обітовану. Мозаїки, виявлені під час розкопок у Меморіалі Мойсея на горі, а також в селі Нево, долині Уюн-Муса та в Айн-ель-Канісі мають написи, що датуються періодом з кінця п'ятого до середини восьмого століття н. е.
- Умм-ер-Расас (або Кастром-Меф'а) — об'єкт Світової спадщини ЮНЕСКО, що лежить поблизу річки Ваді-ель-Муджиб (біблейський Арнон). Містить чимало пам'яток давньоримського, візантійського та раннього мусульманського періодів, а також старовинні мозаїки VI—VIII століть н. е.
- Махерон — місце, де за традицією було поховане тіло Івана Хрестителя після того, як його було обезголовлено за наказом племінниці царя Ірода Антипи. Розташоване на вершині високої гори, що піднімається з берегів Мертвого моря.
- Мааїн — село, що лежить між містом Мадаба та Мертвим морем. Містить видатні термальні джерела та водоспади.
- Мадабська карта — єдина повна мозаїчна мапа Єрусалиму візантійської доби. Розташована на підлозі середньовічної церкви Святого Георгія в Мадабі.

## Географія

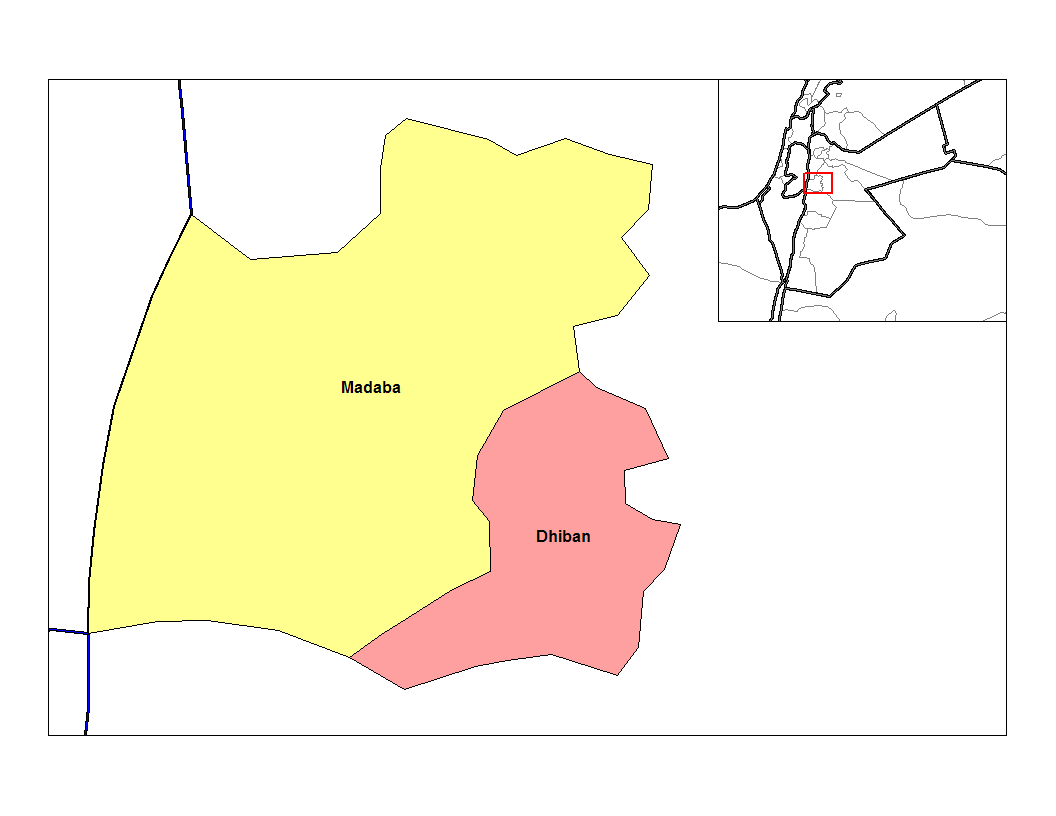
Райони провінції Мадаба

Провінція Мадаба посідає восьме місце в країні за чисельністю населення. Вона ділиться на два райони (нахії) з центрами в містах Мадаба та Дібан. Їхнє населення станом на 2015 рік складає 152 770 та 36 422 осіб відповідно.
Регіон межує з провінцією Ель-Асіма зі сходу, провінцією Ель-Балка з півночі, провінцією Ель-Карак з півдня та Мертвим морем із заходу. Також провінція має державний кордон з Палестиною через річку Йордан.
Клімат провінції суттєво відрізняється залежно від географічного положення. Наприклад, місто Мадаба лежить на рівні 798 метрів над рівнем моря, тоді як Мертве море розташоване на рівні приблизно 300 метрів нижче рівня моря. Це може призводити до двозначної різниці в температурах між двома місцевостями в один і той же час.

## Економіка

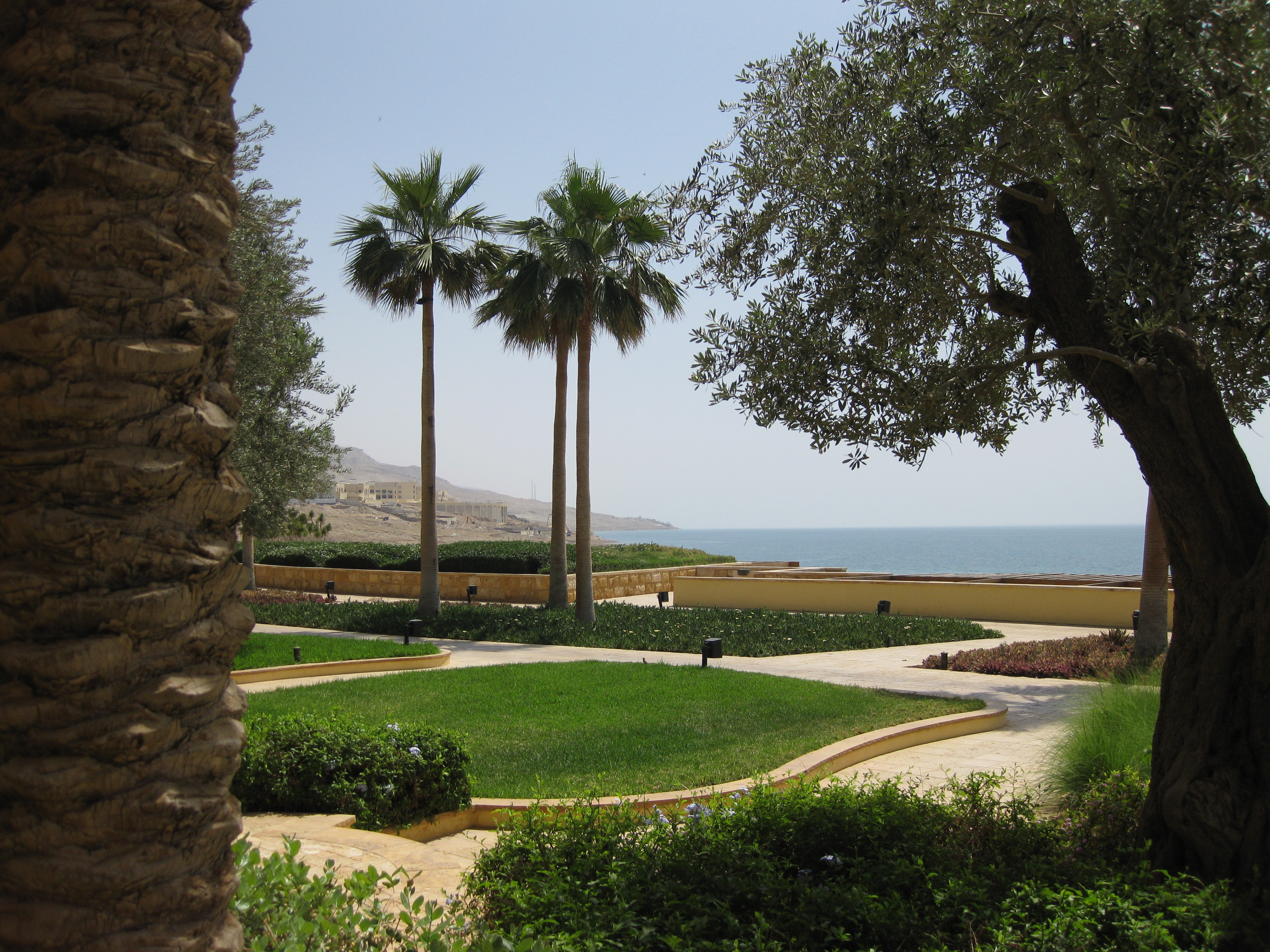
Вид на Мертве Море з готелю Kempinski

Завдяки багатству історичних та природних пам'яток туризм є провідною галуззю економіки провінції. Регіон посідає п'яте місце в країні за кількістю туристів після Петри, Джерашу, Акаби та Амману.
У північній частині провінції добре розвинуте сільське господарство. Загальна площа земель регіону, що використовуються для вирощування фруктів, овочів та маслин сягає 59 км2.